# Henri Lehmann (Archäologe)

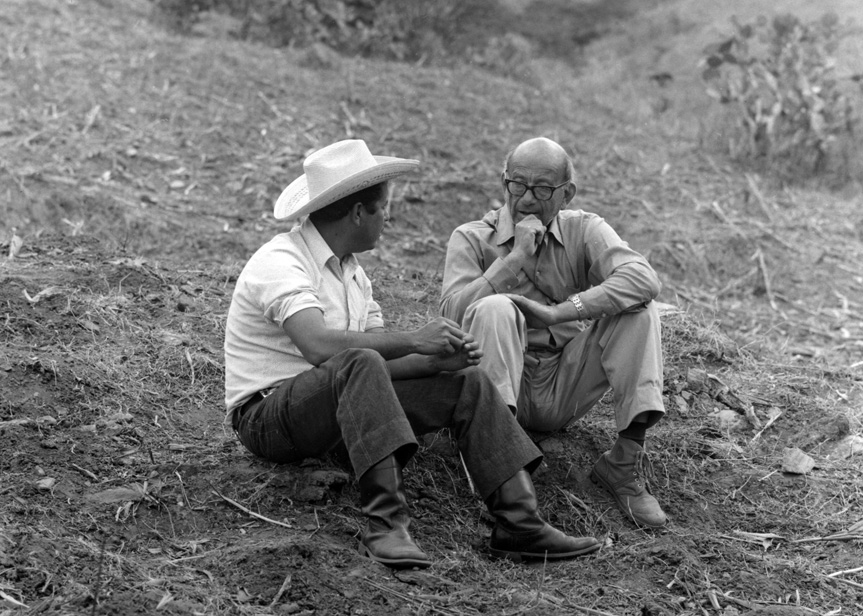
Henri Lehmann im Gespräch in Guatemala

Henri Lehmann (geboren als Heinz Lehmann 14. März 1905 in Charlottenburg; gestorben 3. August 1991 in Paris) war ein deutsch-französischer Altamerikanist.

## Leben
Heinz Lehmann war ein Sohn des Georg Lehmann (1867–1940) und der Frida Model (1879–1960). Er besuchte das Bismarck-Gymnasium und das Joachim-Friedrich-Gymnasium in Berlin und studierte ab 1923 Kunstgeschichte in Freiburg im Breisgau, Wien und Frankfurt am Main. Er wurde 1928 mit einer Dissertation über die lombardische Plastik bei Rudolf Kautzsch in Frankfurt promoviert. Lehmann arbeitete danach als wissenschaftlicher Hilfsarbeiter an den staatlichen Berliner Museen. 1933 arbeitete er bei einem Berliner Auktionshaus und bekam hautnah den Judenboykott des deutschen Mobs mit, er emigrierte daraufhin im April 1933 nach Frankreich.
Lehmann wurde Mitarbeiter im Musée d’ethnographie du Trocadéro in Paris und arbeitete in der amerikanischen Abteilung. 1938 erhielt er die französische Staatsbürgerschaft und wurde bei Ausbruch des Zweiten Weltkriegs 1939 Soldat. Mit einem Stipendium der Rockefeller Foundation ging er 1941 auf eine ethnographische Forschungsreise nach Kolumbien und konnte sich dort bis Kriegsende aufhalten. Er machte anthropologische und linguistische Studien bei den Guambiano-Kokonuko-Indios und bei den Kwaikern und machte archäologische Ausgrabungen im Südwesten Kolumbiens. Er legte 1942 den organisatorischen Grundstock für die archäologische Sammlung der Universidad del Cauca.
Nach seiner Rückkehr nach Frankreich wurde er 1946 Leiter der Amerika-Abteilung des Musée de l’Homme. Er heiratete 1961 die Journalistin Suzanne Montigny (1903–). Lehmann forschte zur präkolumbianischen Kultur und leitete zwischen 1953 und 1967 vier ethnographisch-archäologische Expeditionen nach Guatemala und grub in der Maya-Festung in Mixco Viejo. 1960 wurde er Vizedirektor des Muséum national d’histoire naturelle und erhielt 1968 den Professorentitel. 1971/72 ging er als Berater für die UNESCO nochmals nach Kolumbien.

## Schriften (Auswahl)
- Lombardische Plastik im letzten Drittel des 15. Jahrhunderts. Frankfurter Verlags-Anstalt, Berlin 1928
- Les civilisations précolombiennes (= Que sais-je ?, Band 567). Paris 1953.
- Les céramiques précolombiennes. Paris 1959.
- Guide to the Ruins of Mixco Viejo. Übersetzung ins Englisch Andrew McIntyre, Edwin Kuh. Guatemala: Piedra Santa, 1968.